# Milton Wegeforth
Milton Wegeforth fue un deportista estadounidense que compitió en vela en la clase Star. Ganó una medalla de oro en el Campeonato Mundial de Star de 1937.

## Palmarés internacional
| Campeonato Mundial | Campeonato Mundial                 | Campeonato Mundial | Campeonato Mundial |
| Año                | Lugar                              | Medalla            | Clase              |
| ------------------ | ---------------------------------- | ------------------ | ------------------ |
| 1937               | Long Island Sound (Estados Unidos) | Medalla de oro     | Star               |